# Indelebile (Irene Grandi)
Indelebile è un album della cantante italiana Irene Grandi, pubblicato nel 2005.

## L'album
Questo disco è stato interamente realizzato dalla cantante e dalla sua ex band "I Kinoppi". Contiene collaborazioni con James Reid, cantautore neozelandese, coautore del brano Non resisto e voce nel duetto Resist You. Dall'album sono estratti i singoli: Lasciala andare e Non resisto.

## Tracce
CD [Atlantic 5050467876323 (Warner)]
1. Lasciala andare – 3:56
2. La mia teoria – 4:06
3. La danza del sole – 4:00
4. Non resisto – 3:40
5. Mille volte – 4:17
6. È in te – 5:14
7. Buongiorno Blu – 3:12
8. Lady Picche – 3:36
9. Pensami – 4:41
10. Sciò – 3:35
11. Santissima Janis – 5:50
12. Resist You (feat. James Reid) – 3:38
13. È in te (ghost track)

Durata totale: 49:45

## Classifiche
| Classifica (2005) | Posizione massima |
| ----------------- | ----------------- |
| Italia            | 11                |